# Redakční rámování Pána prstenů
J. R. R. Tolkien chtěl, aby čtenář měl pocit, že příběh z jeho slavné knihy Pán prstenů (1954-1955) není pouhou fikcí, nýbrž autentickým svědectvím dávné minulosti. Aby toho dosáhl, zasadil hlavní text do propracovaného redakčního rámce, jenž nejen rozšiřuje samotný příběh, ale zároveň jej komentuje a objasňuje. Tato dodatečná vrstva, umístěná převážně v přílohách, představuje fiktivního redaktora - postavu, jež nese mnoho rysů samotného Tolkiena - jež se věnuje filologii a tvrdí, že překládá dávný rukopis, jenž nějak přežil tisíce let od Třetího věku. Knihu označil za hrdinský román, čímž jí dodal středověký nádech a zasadil ji do tajemné dávné minulosti. Aby Středozemě působila věrohodně, podrobně propracoval její geografii, historii, obyvatele, rodokmeny i skryté pozadí - to vše, co později vyvrcholilo v díle Silmarillion, bylo vždy doplněno redakčními komentáři.
Tolkien také uvažoval o začlenění vnějšího rámce do svého legendária formou románu o cestování časem. Hrdinou měl být muž, jehož jméno - podobně jako u Elendila - znamená „elfí přítel“ a který by se ocital ve víru různých historických epoch, až nakonec dorazil do Númenoru. Přesto, ačkoliv se o tento projekt pokoušel již dvakrát, se mu nikdy nepodařilo román dostat do finální podoby.
Po jeho smrti se dílo dále rozrostlo díky úsilí jeho syna Christophera Tolkiena, jenž postupně vydal Silmarillion,  Nedokončené příběhy a nakonec dvanáct svazků The History of Middle-earth (dějiny Středozemě) -  přičemž čtyři z těchto svazků jsou věnovány historii Pána prstenů (The History of The Lord of the Rings). Christopher Tolkien poskytl detailní redakční komentáře k vývoji celého legendária a představil Pána prstenů jako soubor protichůdných rukopisných variant.
Filmová trilogie Pána prstenů od Petera Jacksona dílo kompletně přeformulovala a nabídla ho jako napínavý příběh o nebezpečném dobrodružství. Adaptace vynechala některé prvky, jako je postava Toma Bombadila či kapitola „Vymetení Kraje“, jež se odkláněly od ústřední linie - tedy pátrání po zničení Jednoho prstenu. Tak se filmy staly vstupní branou do Tolkienova světa pro zcela nové publikum, zvyklé na multimediální zážitky, jako jsou videohry či další moderní média. Vznikla tím bohatá sbírka děl -  od fan fiction a románů po fanouškovské filmy a umělecké kresby -  jež dává Pánu prstenů nový a mnohem širší kontext.
Vědci, mezi nimiž figuruje i Vladimir Brljak, rovněž poukazují na to, že Tolkienova konstrukce redakčního rámce,  se svými pseudo-redakčními, pseudo-filologickými i pseudo-překladatelskými rysy, představuje nejen základní kámen, ale i vrchol jeho vyspělého literárního díla.

## Kontext
J. R. R. Tolkien byl anglický spisovatel a filolog starověkých germánských jazyků se specializací na staroangličtinu; většinu své kariéry působil jako profesor na Oxfordské univerzitě. Nejvíce je znám především díky svým románům zasazeným do jeho vymyšlené Středozemě - konkrétně dílům Hobit a Pán prstenů - a rovněž díky posmrtně vydanému Silmarillionu, jenž přináší mytický pohled na dávné epochy. Jako oddaný římský katolík popisoval Pána prstenů jako „v podstatě náboženské a katolické dílo“, jež je bohaté na křesťanské symboly.

## Rámec vložený v knize

### Rámcový příběh
Rámcový příběh představuje vyprávění, které obklopuje hlavní děj nebo soubor příběhů a dodává jim tak dojem autentické historické tradice. Například v románu Frankenstein od Mary Shelleyové z roku 1818 je ústřední děj zasazen do rámce fiktivní korespondence mezi průzkumníkem a jeho sestrou, čímž se vytváří iluze, že se jedná o skutečnou událost.
V dílech ze Středozemě Tolkien rámcové příběhy využíval k tomu, aby jeho tvorba působila jako opravdová mytologie, akumulovaná v průběhu dlouhého časového úseku. Podrobně popsal, jak fiktivní postavy Bilbo Pytlík a Frodo Pytlík zaznamenaly své vzpomínky a předaly je dále, a zároveň ukázal, jak pozdější redaktoři v rámci příběhového světa text obohacovali poznámkami. V Pánu prstenů se postavy přímo zabývají samotným příběhem – tedy Tolkien vložil rámec vyprávění přímo do narativu.
K vloženému rámcovému příběhu Tolkien přidává prvek nalezeného rukopisu; předstírá, že měl to štěstí narazit na starobylý rukopis Red Book of Westmarch (červené knihy Západní marky), jenž nějak přežil tisíce let od konce Třetího věku. Díky tomuto literárnímu úskoku mohl do díla začlenit postavu, která ztělesňuje jeho vlastní hlas jako filologického editora a překladatele, jež v přílohách předkládá komentáře. V příloze F II „O překladu“ tato postava vysvětluje, jak a proč se pustil do úkolu učinit starověký text srozumitelným modernímu čtenáři.

### Více úrovní
Turner poznamenává, že prvky rámcového příběhu působí na více úrovních. Zejména metatextové složky, jako jsou přílohy, představují svět příběhu jako historickou skutečnost a zároveň čtenáři vnucují iluzi přímého spojení přes čas a prostor s jeho vlastním světem, a to prostřednictvím postavy „editora“.
Jako příklad uvádí, že Tolkien se ztotožňuje s editorem, jenž do historického textu vkládá faktické a vysvětlující poznámky.
| Poznámka k třem jménům: hobit, Gamgee (Křepelka) a Brandywine (Baranduina) |
| --- |
| Termín hobit je Tolkienovým výtvorem. V obecné řeči byl tento národ označován slovem banakil, což znamená „půlčík“, zatímco obyvatelé Kraje a Hůrky používali výraz kuduk, jenž se jinde nevyskytoval. Smělmír však zaznamenává, že král Rohanu používal termín kûd-dúkan – doslovně „obyvatel díry“. Vzhledem k tomu, že Hobiti kdysi hovořili jazykem úzce příbuzným s jazykem Rohirrimu, se zdá pravděpodobné, že kuduk představuje zkrácenou či opotřebovanou formu slova kûd-dúkan. Tu druhou jsem, z důvodů dříve vysvětlených, přeložil jako holbytla; termín hobit pak může být vnímán jako evoluční odvozenina z holbytla, kdyby se toto označení objevilo i v našem vlastním starověkém jazyce. … |

Tímto způsobem získáváme představu o autorovi prezentovaném jako editor a (pseudo-)překladatel, o textu, jenž přežil staletí, a o událostech líčených jako historická fakta.
V úvodu ke Nedokončeným příběhům uvedl Christopher Tolkien, že jeho otec zastával roli „persony … překladatele a redaktora“. Podobný názor vyjádřil také v předmluvě k Silmarillionu: „můj otec začal pojímat Silmarillion jako kompilaci … sestavenou dávno poté…“. V jednom ze svých dopisů, odeslaném během psaní Pána prstenů, Tolkien poznamenal: „Vždy jsem měl pocit, že zaznamenávám to, co už někde ‚existuje‘ – a nikoliv že bych něco vymýšlel.“
Catherine Butlerová podotýká, že se jednalo o „přívětivou práci“, která vyhovovala filologickému Tolkienovi a jeho četným středověkým dokumentům. Jedním z aspektů této přívětivosti byla tolerance k neshodám mezi dokumenty: různí editoři mohli mít odlišné názory a příběhy tak mohly být vyprávěny z mnoha úhlů pohledu. Jeden z hlavních případů, který Tolkiena znepokojoval, se objevil v Hobitovi, kde Bilbo v první edici (1937) tvrdil, že Gollum mu prsten volně daroval. Z pohledu Pána prstenů, kde se prsten proměnil v Jeden prsten – tak mocný, že může zkazit kohokoli, kdo jej nosí delší dobu – Bilbovo tvrzení působí jako zjevná lež: Glum byl totiž naprosto závislý na Jednom prstenu a nedokázal jej odevzdat. Tolkien proto upravil druhou edici Hobita (1951), aby byla konzistentnější s připravovaným Pánem prstenů, což však vedlo ke střetu mezi verzemi. Jakmile si uvědomil možnost nesouladu v Bilbově výroku, konstatoval, že Bilbo lhal, a tím si psychicky usnadnil situaci.
Nalezený rukopis a pseudopřeklad podporující Tolkienův rámcový příběh
| Čas             | Události | Poznámky                                                |
| --------------- | --- | ------------------------------------------------------- |
| Třetí věk       | Výprava Ereborem Bilbo Pytlík píše své vzpomínky v obecné řeči. Válka o prsten                                                | Pseudohistorický úskok Hobit Další prvky pseudohistorie |
| Čtvrtý věk      | Frodo Pytlík píše své vzpomínky v obecné řeči. Ostatní anotují vzpomínky: Red Book of Westmarch (červená kniha Západní marky) | Pán prstenů Nalezený rukopis jako úskok                 |
| Pátý věk        | ... další editace od více rukou ...                                                                                           | Pseudo-editorův úskok                                   |
| Šestý/Sedmý věk | Tolkienův „editor“ „překládá“ nalezený rukopis do angličtiny (a částečně také do staronorštiny a staroangličtiny)             | Pseudo-překladatelský úskok                             |

### Více prvků
Pán prstenů má mimořádně složitou a vrstevnatou strukturu, která kromě hlavního textu zahrnuje celou řadu doplňkových prvků ztvárněných v antickém stylu. Tyto dodatky tvoří rámec, jenž text nejen rozšiřuje a komentuje, ale zároveň přispívá k tomu, aby dílo působilo přesvědčivě věrohodně.
Thomas Kullmann upozorňuje, že prolog očividně imituje nebeletrizovanou prózu etnografie 19. a počátku 20. století – mezi jiným i v diskusi o tom, že hobiti představují nenápadný, avšak extrémně starobylý národ – a zároveň obsahuje podrobnosti o jejich obvyklých činnostech. Kromě toho „Poznámky ke záznamům Kraje“ napodobují historiografická díla, zatímco přílohy obsahují tabulky připomínající historická data a lingvistické poznámky.
Tolkien se k tomuto metatextovému procesu vyjádřil v jednom ze svých dopisů slovy: „Domnívám se, že se v zásadě zabývám problémem vztahu umění (a worldbuildingu) a primární reality.“

Pán prstenů jako rámcový text

Vladimir Brljak dále zdůrazňuje Tolkienovo uznání Beowulfa, jak jej vyjádřil například ve své přednášce „Beowulf: The Monsters and the Critics“ (Beowulf: Monstra a kritici), a uvádí Shippeyovo tvrzení, že Tolkien „cítil téměř úplnou shodu motivu i techniky“ s beowulfským básníkem. Tato paralela se promítá do jeho snahy vyvolat dojem hluboké historické kontinuity – pocit „nedosažitelných výhledů“ sahajících do dávné minulosti. Záměrně také vytváří efekt, při němž se čtenáři zdá, že obdrží „ozvěnu ozvěny“, jak sám Tolkien ve své přednášce poznamenal, prostřednictvím propracované metafikční struktury. Brljak poukazuje na to, že tento rámec představuje nejen základní kámen, ale i korunující vrchol Tolkienova vyspělého literárního díla, a že pseudo‑redakční, pseudo‑filologický a pseudo‑překladatelský aparát zásadně přispívá k celkovému účinku díla.

## Román o cestování časem jako vnější rámec
Před Pánem prstenů se v Tolkienových spisech objevily dva nedokončené romány o cestování časem – The Lost Road (ztracená cesta), zahájený mezi lety 1936–37, a The Notion Club Papers (dokumenty klubu představ), počínající přibližně roku 1945. Oba texty využívají variant postavy Ælfwinea, která slouží jako nositel rámcového příběhu pro cestování časem. Její jméno, stejně jako jména dalších inkarnací téže postavy, totiž znamená „elf-přítel“, čímž se přímo spojuje s Elendilem v Tolkienově legendáriu. Cestovatelé se postupně přibližují k Númenoru, a romány tak fungují jako rámec samotného legendária.
Verlyn Flieger upozorňuje, že kdyby byl dokončen alespoň jeden z těchto románů, představoval by sen o cestování časem napříč skutečnou historií i zaznamenaným mýtem – sen, který by sloužil zároveň jako úvod a epilog Tolkienovy vymyšlené mytologie. Výsledkem by nebylo cestování časem v měřítku běžné vědeckofantastické fikce, nýbrž epický zážitek, sen, ve kterém se mýtus, historie i fikce proplétají tak, jak si to Tolkien představoval a jak by to snad kdysi mohlo být.
Postavy rámcového příběhu cestování časem a navštěvovaná období
| Období     | Druhý věk Před více než 9 000 lety | Langobardi (568-774) | Anglosasové (cca 450-1066) | Anglie 20. století |                  |
| Jazyk jmen | Quenijština (v Númenoru)           | Germánština          | Staroangličtina            | Moderní angličtina | Význam jména     |
| ---------- | ---------------------------------- | -------------------- | -------------------------- | ------------------ | ---------------- |
| Postava 1  | Elendil                            | Alboin               | Ælfwine                    | Alwin              | Elf-přítel       |
| Postava 2  | Herendil                           | Audoin               | Eadwine                    | Edwin              | Blaženost-přítel |
| Postava 3  | Valandil (Valar-přítel)            | ———                  | Oswine                     | Oswin              | Bůh-přítel       |

## Vnější redakční rámec
Když byl Pán prstenů poprvé vydán v padesátých letech, autorem a jediným editorem všech raných rukopisných verzí byl sám Tolkien. Rozsáhlé legendárium, jež spočívalo za textem a dodávalo mu iluzi hloubky prostřednictvím pseudohistorického rámce, nebylo tehdy nijak zpracováváno. Po jeho smrti v roce 1973 však nastala zásadní změna – jeho syn Christopher Tolkien legendárium zredigoval a vytvořil z něj výrazně zkrácenou verzi, známou jako Silmarillion. Tento krok vedl k vydání dalších příběhů, počínaje Nedokončenými příběhy (1980), a nakonec k dvanácti svazkům The History of Middle-earth (historie Středozemě, ze které čtyři svazky tvoří The History of The Lord of the Rings, neboli historii Pána prstenů). Prostřednictvím podrobných redakčních komentářů vyložil Christopher Tolkien vývoj příběhů celého legendária, rozšířeného Silmarillionu i samotného Pána prstenů, jenž vznikl jako soubor protichůdných rukopisných verzí.
V roce 1984, když Christopher Tolkien přemítal nad sestavením publikovaného textu Silmarillionu, vyjádřil lítost nad tím, že dílo postrádá „rámec … uvnitř vymyšleného světa“, který by vysvětloval, jak takový text mohl ve Středozemi vzniknout a přežít až do doby, kdy se před čtenářem objevil jako konečná kniha. Ve svém dopise pak píše: „že jeho posmrtné vydání téměř o čtvrt století později převrátilo přirozené pořadí prezentace celého ‚Středozemského díla‘; a je jistě diskutabilní, zda bylo moudré v roce 1977 vydat verzi primárního ‚legendária‘, která by sama o sobě stála a údajně by měla být sama o sobě srozumitelná. Publikované dílo totiž nemá ‚rámec‘, žádnou nápovědu, co to je a jak (v rámci vymyšleného světa) k tomu došlo. Nyní se domnívám, že šlo o chybu.“

Redakční zarámování dvanácti svazků The History of Middle-earth (historie Středozemě) Christophera Tolkiena prezentuje otcovo legendárium a následné knihy jako soubor historických textů – analogicky k podání autentických vědeckých studií (např. The Monsters and The Critics, neboli Monstra a kritici) – a vytváří tak jednotný narativní hlas, zpravidla zosobněný postavou samotného Christophera Tolkiena.

Gergely Nagy dále upozorňuje, že Tolkien vnímal svá díla jako texty, jež existují uvnitř fikčního světa – a že překrývání různých, někdy dokonce protichůdných verzí bylo pro dosažení jeho uměleckého záměru zásadní. Nagy uvádí i případ, kdy Tolkien vytvořil faksimile stránek z trpasličí Knihy Mazarbul, kterou Společenstvo našlo v Morii. Jako vyučený filolog možná záměrně napodoboval stylistiku Eliase Lönnrota – shromažďovatele finského eposu Kalevala – či vzory svatého Jeronýma, Snorriho Sturlussona, Jacoba Grimma či Nikolaie Grundtviga, jež považoval za ideály profesionální a tvůrčí filologie. Podle Nagye bylo pro Tolkienovo ztvárnění anglické mytologie nezbytné, aby dílo vzniklo působením mnoha rukou. Nagy dále poznamenává, že Christopher Tolkien „vzal funkční místo Bilba“ jako editor a shromažďovatel, čímž – dle jeho názoru – „posílil mytopoeický efekt“, jenž si Tolkien přál, a publikovaná kniha tak získala funkci Bilbova záznamu, nevědomky naplňující otcův záměr. Díky těmto zásahům se Tolkienovy spisy o Středozemi staly reálně komplexním dílem, které bylo během staletí editorsky zpracováváno, anotováno a komentováno různýma rukama.

## Přerámování mnoha rukama

### Peter Jackson
V letech 2001–2003 se na filmových plátnech objevila filmová trilogie Pán prstenů režiséra Petera Jacksona. Režisér kladl velký důraz na vytvoření vizuálně přesvědčivého prostředí Středozemě. Filmová výprava zahrnovala vysoce ceněnou kinematografii, propracované kulisy, detailní miniatury, autentické kostýmy, precizně odpracované protézy, zbraně a zbroj vyráběné společností Wētā Workshop, a rovněž virtuální ztvárnění postavy monstra Gluma pomocí CGI. Všechny tyto složky získaly široké kritické uznání. Produkční návrh se opíral o umělecká díla předních Tolkienových ilustrátorů, Johna Howea a Alana Lee, kteří byli na Novém Zélandu dlouhodobě zapojeni do příprav filmů. Neméně se proslavila i hudba Howarda Shorea, která měla rovněž obrovský ohlas. Výsledkem bylo, že filmy působily známě a srozumitelně – jak uvádí Kristin Thompson, „čtenáři … často tvrdili, že film zachytil jejich vlastní mentální obrazy Středozemě.“
Díky svému zázemí v hororovém žánru a potřebě oslovit široké publikum byl Jackson nucen příběh výrazně zkrátit, aby vyhovoval formátu tří filmů. Rozhodl se soustředit na podání příběhu jako nebezpečného dobrodružství, a proto vynechal postavy, které děj nepoháněly (např. Toma Bombadila), a zrušil některé kapitoly, jako například „Vymetení Kraje“, jež se odkláněly od hlavní linie – pátrání po zničení Jednoho prstenu.
Filmová trilogie se stala extrémně úspěšnou. Nejenže oslovila stávající čtenáře Tolkienových děl, ale dokázala také získat nové, mladší publikum, jež mělo zkušenosti s dalšími médii, například s videohrami. Mezi odborníky na Tolkienovu tvorbu se však názory na filmy výrazně rozcházely. Někteří kritici se domnívali, že se ztratil duch původní knihy a text byl oslaben, zatímco jiní poukazovali na to, že postavy byly zploštěny na elementární typy či karikatury. Na druhou stranu někteří věřili, že filmové techniky umělecky nahradily Tolkienovu prózu, čímž se podstatné literární kvality zachovaly; a nakonec, mnozí fanoušci i někteří kritici vnímali filmy jako věrné ztvárnění knihy.

### Fanoušci, románopisci, autoři her, umělci
Knížka Pán prstenů – ať už v tištěné podobě či ve formě celovečerní filmové série – se stala inspirací pro tvorbu nespočtu děl napříč různými médii. Primárně právě tato jediná kniha měla obrovský vliv na definici moderního fantasy; bezpochyby vytvořila marketingovou kategorii, kterou dnes nazýváme právě fantasy. Tolkien je často označován jako „otec“ moderního fantasy, resp. vysokého fantasy. Výsledkem tohoto impulsu byl příval románů, her, fanouškovských příběhů a uměleckých děl, která byla založena na Tolkienově tvorbě, napodobovala ji či na ni reagovala – tedy širší rámec vytvořený mnoha rukama za použití pestré škály médií. Autor a editor časopisu Journal of the Fantastic in the Arts (žurnál fantastiky v umění), Brian Attebery, dokonce tvrdí, že fantasy není definováno hranicemi, ale centrem, kterým je právě Pán prstenů.

Redakční rámcování Pána prstenů prošlo několika etapami. Nejprve jej představoval Tolkienův fiktivní editor, údajně přeložil Red Book of Westmarch (červenou knihu Západní marky). Následně tuto funkci převzal jeho syn Christopher, který důkladně editoval četné rukopisné verze knihy. Poté přišla filmová adaptace Petera Jacksona, která příběh radikálně přepracovala a přišla s novým zaměřením, a nakonec následovala masová tvorba materiálů mnoha rukama prostřednictvím různých médií.

Katolický autor Mark Shea následně vytvořil parodické dílo filologického výzkumu, zasazené do vzdálené budoucnosti, ve kterém se ohlíží na díla připisovaná jak Tolkienovi, tak Peteru Jacksonovi. Shea uvádí: „Odborníci na kritiku zdroje už nyní ví, že Pán prstenů je redakcí zdrojů, jež sahají od Red Book of Westmarch (červenou knihu Západní marky, W) přes Elvish Chronicles (elfí kroniky, E) až po gondorské záznamy (G) či ústně předávané příběhy Rohirů (R), přičemž každý z těchto zdrojů má své vlastní agendy – jako například redaktoři ‚Tolkien‘ (T) a ‚Peter Jackson‘ (PJ). Můžeme být téměř jisti, že ‚Tolkien‘ (pokud vůbec existoval) toto dílo nepsal v obvyklém významu slova, nýbrž bylo sestavováno po dlouhou dobu…“